# Moussebel
Moussebel (plur. moussebiline), est un xénisme désignant un soldat musulman et particulièrement kabyle, un auxiliaire ou un agent de renseignement. Le moussebel était généralement un jeune homme célibataire. Il devait obtenir l'assentiment de son père ou d'un parent s'il était orphelin, pour rejoindre les troupes,.
Pendant, la Guerre d'Algérie, les moussebiline désignent des auxillaires de l’ALN à titre temporaire.